# Брешиа
Бре́шиа (также Брешия, итал. Brescia — Бре́ша, на брешианском диалекте Brèhä, ломб. Brèsa, зап.-ломб. Bressa, Brèscia, лат. Brixia) — город на севере Италии, второй по величине в Ломбардии. Административный центр одноимённой провинции, крупный экономический центр.

## География и транспорт
Город находится на высоте 150 метров в предгорьях Альп, на реке Гарца. Брешиа лежит на обширной плодородной равнине, у подошвы горы Маддалена, в 99 км к востоку от Милана и в 22 км к западу от Сало (курорта на озере Гарда).
Из Брешии в горную долину Камоника проложена железная дорога Брешиа-Изео-Эдоло. Вдоль этой дороги, к югу от озера Изео, лежат виноградники Франчакорта, известные своими игристыми винами.

C 1882 года конка , в городе начал работу Брешийский трамвай , существовал в 19-20 веках. 
С 30-х годов 20 века работал Брешийский троллейбус .
В городе с 2013 года действует метрополитен.

## История
Древний город Бриксия (Brixia), основанный галлами, был столицей ценоманов. Жители были союзниками римлян, когда Ганнибал перешёл Альпы и начал с ними войну. Позже римляне поселили здесь своих колонистов, благодаря которым город скоро достиг высокой степени процветания и стал одним из важнейших центров Транспаданской Галлии. Разрушенный гуннами в эпоху великого переселения народов, он вскоре был отстроен заново и после падения Остготского королевства разделил судьбу большей части городов Верхней Италии.
Лангобарды, потом Карл Великий и франки, Священная Римская империя и местные князья попеременно вступали в обладание Брешией. При лангобардах город временами служил местопребыванием королевского двора (в том числе и при последнем короле Дезидерии, который был отсюда родом). В результате длительной борьбы горожан с сеньором (епископом) Брешиа в XII веке приобрёл права городской коммуны. После прекращения Саксонской династии в Германии город достиг самостоятельности, присоединился к союзу ломбардских городов против императора Фридриха Барбароссы и после победы над последним добился признания своей независимости.
Император Фридрих II безуспешно осаждал город в 1238 году, однако взял его только в 1311 году император Генрих VII. В 1339 году Брешиа перешла под власть миланских Висконти, в 1428 году — к Венеции и оставалась в руках венецианцев до вторжения Наполеона в 1796 году. В 1478 году серьёзно пострадала от сильного землетрясения. Монашеский орден урсулинок, который специализируется на воспитании и обучении, был основан в 1535 году брешианкой Анджелой Меричи.
Удар молнии в пороховой склад 18 августа 1769 года вызвал взрыв 90 тонн пороха и сильнейший пожар, уничтоживший в городе каждое шестое здание; число жертв оценивается в несколько тысяч. После этой трагедии папа римский распорядился оснастить храмы (в одном из которых и находился склад) громоотводами.
В 1796 году Наполеон заключил в Брешии перемирие с неаполитанскими Бурбонами. Скоро после этого город был взят австрийцами под начальством Вурмзера, но последний должен был снова отдать его французскому генералу Ожеро. 21 апреля 1799 года город взят Суворовым, который командовал русскими и австрийскими войсками. В этом бою отличился генерал-майор князь Багратион.
Решением Венского конгресса (1815) Брешиа объявлена крепостью в составе державы Габсбургов. Брешианцы принимали активное участие в восстании 1848 года. Уже в марте, при первом известии о событиях в Милане, они взялись за оружие и заставили австрийский гарнизон сдаться. Но в противоположность миланским республиканцам, город деятельно хлопотал о присоединении к Пьемонту. Когда в марте 1849 года снова вспыхнула война между Пьемонтом и Австрией, Брешиа была единственным значительным городом Ломбардии, население которого восстало против австрийского господства. Так как город, после поражения пьемонтцев при Новаре, не хотел сдаться добровольно, то 30 марта Гайнау осадил его, и в то же время против него открыта была жестокая бомбардировка из оставшейся в руках австрийцев цитадели. Жители защищались до полудня 2 апреля, в основном среди дымящихся развалин. Гайнау обещал пощадить жизнь и имущество жителей под условием уплаты контрибуции более чем в 6 млн лир. За десять дней сопротивления австрийцам город был прозван «львицей Италии».
В итальянской войне 1859 года Брешиа вновь стала на сторону Савойской династии, которой и была уступлена вместе с остальной Ломбардией. При Муссолини один из средневековых кварталов Брешии был снесён для того, чтобы на его месте Марчелло Пьячентини отстроил модернистскую площадь Победы. В июле 1944 года англосаксонские союзники сбросили на город 124 тонны взрывчатки; число жертв превысило триста, сильно пострадала историческая застройка.

## Достопримечательности
Несмотря на разрушения 1769, 1849 и 1944 годов, Брешиа и по сей день сохранила черты древнеримской планировки и остатки римских общественных сооружений. Бывшие крепостные валы давно обращены в места для прогулок. Венецианская крепость стоит на крутой скале к северу от старого города и господствует над ним. С архитектурной точки зрения интерес представляют характерное для венецианского ренессанса Палаццо делла Лоджия (1492—1574), ратуша XI—XIII вв. с высокой башней, Старый собор XI—XV вв., возведённый рядом с ним в 1604—1825 гг. Новый собор, ренессансные и барочные дворцы и церкви. Покровителями города почитаются святые Фаустин и Иовита, празднование 15 февраля.
В ряду других памятников лангобардской эпохи ЮНЕСКО признало всемирным наследием и несколько брешианских объектов, включая базилику Спасителя на территории бывшего монастыря Святой Иулии (Санта-Джулия) и Капитолийский храм времён Веспасиана, воссозданный при Муссолини. В монастыре, обращённом в музей, хранятся реликвии античности и «тёмных веков»: золочёный крест последнего лангобардского короля Дезидерия (в церкви Санта-Мария-ин-Соларио), бронзовая статуя Победы, ставротека (реликварий) IV века — шедевр античной резьбы по слоновой кости и т. д. Павел Муратов описал своё впечатление от Брешии начала XX века следующим образом:

«Узкие улицы вьются среди садов в гористой части города, в то время как Лоджия, над которой работали чуть ли не все великие зодчие Венето вплоть до Сансовино и Палладио, прелестная площадь перед ней, портики лавок и Toppe дель Оролоджио с бронзовыми куклами, ударяющими в колокол, свидетельствуют ясно, что всем здесь владеет крылатый лев Сан-Марко. Нет ничего, однако, более неожиданного, чем встретить в этом венецианском окружении остатки римского форума и целый веспасиановский храмик, обращенный ныне в музей древностей и хранящий в стенах своих крылатую Победу. Была какая-то первая Брешия, позднеримская и раннехристианская, византийская и лангобардская, соседствовавшая с Миланом Амвросия и с Равенной Галлы Плацидии. И о том, что она была сильна и богата в столь часто увлекающую нас эпоху basse empire, мы можем судить по обилию, редкостности и даже изысканности памятников, наполняющих её античный и средневековый музеи».

В Брешии начинается и заканчивается историческая автогонка «Милле Милья» (Тысяча миль), проходящая в мае каждого года.
- Часовая башня (Торре дель Оролоджио)
- Базилика Спасителя (Сан-Сальваторе)
- Венецианская крепость
- Новый и Старый кафедральные соборы
- Башня Паллато
- Площадь перед Лоджией
- Крест Дезидерия в музее Санта-Джулия
- Площадь Победы (1927-1932)